# Čong Song-suk
Čong Song-suk (* 26. ledna 1972) je bývalá korejská zápasnice-judistka, bronzová olympijská medailistka z roku 1996 a 2000.

## Sportovní kariéra
V jihokorejské judistické reprezentaci se pohybovala od roku 1989 v lehké váze do 56 kg. Do užšího výběru reprezentace pronikla po olympijském roce 1992 v polostřední váze do 61 kg. V roce 1994 se stala členkou judistického týmu korejské společnosti Ssangyong Cement, který vedl olympijský vítěz I Kjong-kun. V roce 1995 se ziskem titulu mistryně světa kvalifikovala na olympijské hry v Atlantě. V Atlantě potvrzovala od prvního kola roli favoritky, prohrála až v semifinále s Belgičankou Gellou Vandecaveyeovou na yuko. V boji o třetí místo nastoupila proti Izraelce Ja'el Aradové a porazila jí na yuko technikou uči-mata z poloviny zápasu. Získala bronzovou olympijskou medaili.
V roce 1997 jí provázely vleklé zdravotní problémy s kolenem a v kombinaci s krizí korejského hospodářství (odliv sponzorů) se rozhodla po Asijských hrách v Bangkoku ukončit sportovní kariéru. Vrátila se na podzim 1999 a v roce 2000 se kvalifikovala na olympijské hry v Sydney. V úvodním kole se utkala s Francouzskou Séverine Vandenhendeovou a začátkem poslední minuty se nechala hodit na ippon technikou ura-nage. V opravách se probojovala do boje o třetí místo proti Jenny Galové z Itálie po verdiktu sudích na praporky. Získala druhou bronzovou olympijskou medaili. Sportovní kariéru ukončila v roce 2001. Věnuje se trenérské a rozhodcovské práci na Jonginské univerzitě.

## Výsledky
| Turnaj            | 1991  | 1992  | 1993             | 1994             | 1995             | 1996             | 1997             | 1998             | 1999             | 2000             |
| Turnaj            | 19    | 20    | 21               | 22               | 23               | 24               | 25               | 26               | 27               | 28               |
| Turnaj            | lehká | lehká | polostřední váha | polostřední váha | polostřední váha | polostřední váha | polostřední váha | polostřední váha | polostřední váha | polostřední váha |
| ----------------- | ----- | ----- | ---------------- | ---------------- | ---------------- | ---------------- | ---------------- | ---------------- | ---------------- | ---------------- |
| Olympijské hry    |       | —     |                  |                  |                  | 3.               |                  |                  |                  | 3.               |
| Mistrovství světa | —     |       | 7.               |                  | 1.               |                  | 3.               |                  | —                |                  |
| Asijské hry       |       |       | 1.               |                  |                  |                  | 3.               |                  |                  |                  |
| Mistrovství Asie  | 1.    |       | 1.               |                  | 1.               | 1.               | 1.               |                  | —                | 1.               |